# Liste de personnalités américaines d'origine autrichienne
Un Austro-Américain est de citoyenneté américaine et d'ascendance autrichienne. Ceci est une liste d'Austro-Américains célèbres ou réputés dans leur(s) domaine(s). Pour être inclus dans cette liste, ces personnes doivent avoir un article avec des références montrant qu'ils sont d'origine autrichienne et citoyens américains.

## Liste
- Christoph Waltz - acteur
- Woody Allen - acteur, réalisateur
- Stanley Kubrick - réalisateur, producteur, scénariste
- Gabrielle Anwar - actrice
- Godfrey Edward Arnold - docteur en médecine et scientifique
- Fred Astaire - danseur, acteur[1]
- Peter L. Berger - sociologiste
- Bibi Besch - actrice[2]
- Ricardo Cortez - acteur[3]
- Robert von Dassanowsky - scénariste, producteur, académicien[4]
- Felix de Weldon - sculpteur, notamment du Marine Corps War Memorial.
- Daniel DeWeldon - acteur, fils de Felix de Weldon.
- Henry Ellenbogen - Représentant de la Pennsylvanie au Congrès américain[5]
- Max Fleischer - cartooniste
- Felix Frankfurter - membre de la Cour suprême
- Friedrich von Hayek - économiste et philosophe
- Alex Hafner - acteur
- Audrey Hepburn - actrice
- Fred F. Herzog - juriste.
- Eric Kandel - neuroscientifique
- David Karfunkle - peintre
- Hans Kelsen - juriste[6]
- Greta Kempton - artiste[7]
- Joseph Keppler - cartooniste, notamment dans Puck[8]
- Corey Kluber - joueur de baseball
- Erich Wolfgang Korngold - compositeur[9]
- Kurt Kasznar - acteur
- Hedy Lamarr - actrice[10]
- Elissa Landi - actrice[11]
- Fritz Lang - réalisateur
- Erich Leinsdorf - conducteur
- Peter Lorre - acteur
- Ernst Mahler - chimiste et industriel
- Ludwig Heinrich Edler von Mises - économiste, philosophe
- Arthur Murray - danseur
- Richard Neutra - architecte[12]
- Frederick Burr Opper - cartooniste
- Wolfgang Pauli - physicien[13]
- Teri Garr - actrice, danseuse[14]
- Kurt Gödel - logicien, mathématicien, philosophe
- Natalie Portman, actrice
- Otto Preminger - réalisateur
- Wolfgang Puck - chef cuisinier, restaurateur[15]
- Wilhelm Reich - psychiatre[16]
- Martin Roscheisen - entrepreneur
- Bobby Schayer - musicien
- Fritzi Scheff - actrice
- Joseph Schildkraut - acteur
- Arnold Schoenberg - compositeur[17]
- Kurt von Schuschnigg - chancellier d'Autriche entre 1936 et 1938 et professeur de sciences politiques à l'université de St. Louis entre 1948 et 1967
- Alfred Schütz - philosophe et sociologue[18]
- Arnold Schwarzenegger - acteur et Gouverneur de Californie[19]
- John Kerry - politique, ancien sénateur du Massachusetts, candidat à l'élection présidentielle américaine de 2004, actuel secrétaire d'État des États-Unis
- Lilia Skala - actrice[20]
- Walter Slezak - acteur[21]
- Ken Uston - joueur de blackjack
- Joseph Warkany - pédiatre
- Victor Frederick Weisskopf - physicien[22]
- Billy Wilder - réalisateur[23]
- Ernst Florian Winter - diplomate
- Matthew Winter - journaliste
- Elijah Wood - acteur[24]
- Sean Astin - acteur
- Joe Zawinul - pianiste de jazz
- Fred Zinnemann - réalisateur
- Emily Osment - actrice[25]